# پیپلی زنده
پیپلی زنده (به هندی: Peepli Live) فیلمی محصول سال ۲۰۱۰ و به کارگردانی انوشا ریزوی است. در این فیلم بازیگرانی همچون اومکار داس مانیکپوری، راغوبیر یاداو، نوازالدین صدیقی، نصیرالدین شاه، عامر بشیر ایفای نقش کرده‌اند.